# بوزکیر
بوزکیر (به ترکی استانبولی: Bozkır) شهری است در کشور ترکیه که در استان قونیه واقع شده‌است. جمعیت این شهر بر اساس سرشماری سال ۲۰۰۸ میلادی ۷٬۲۱۷ نفر و بر اساس برآوردهای سال ۲۰۰۹ میلادی ۷٬۶۳۳ نفر می‌باشد.